# Canton du Pont-de-Beauvoisin (Savoie)
Pour les articles homonymes, voir Canton du Pont-de-Beauvoisin.
Le canton du Pont-de-Beauvoisin est une circonscription électorale française située dans le département de la Savoie et la région Auvergne-Rhône-Alpes.

## Histoire
Dans le cadre du redécoupage cantonal de 2014, le canton du Pont-de-Beauvoisin s'agrandit en fusionnant avec le canton des Échelles au sud et une partie du canton de Cognin à l'est. Le nouveau canton remplace définitivement les trois précédents cantons à compter des élections départementales de 2015.

## Représentation

### Conseillers généraux (1861-2015)
| Période                                  | Période      | Identité                                                 | Étiquette                    | Qualité                                                                                |
| ---------------------------------------- | ------------ | -------------------------------------------------------- | ---------------------------- | -------------------------------------------------------------------------------------- |
| 1861                                     | 1870         | Pierre Auguste Désiré Berlioz                            |                              | Banquier, maire du Pont-de-Beauvoisin                                                  |
| 1870                                     | 1871         | Tancrède de Rivérieulx de Chambost dit le Comte de Lépin |                              | Propriétaire terrien à Lépin                                                           |
| 1871                                     | 1879 (décès) | Charles Joubert                                          |                              | Propriétaire, maire de Saint-Béron                                                     |
| 1879                                     | 1885 (décès) | Pierre Bourbon                                           |                              | Notaire, maire du Pont-de-Beauvoisin                                                   |
| 1885                                     | 1886         | François Goud                                            | Droite                       | Propriétaire au Pont-de-Beauvoisin                                                     |
| 1886                                     | 1898         | Claude Perrier                                           | Républicain                  | Négociant, puis banquier à Pont-de-Beauvoisin. Adjoint au maire de Pont-de-Beauvoisin. |
| 1898                                     | 1904         | Joseph-Léon Baron de Crousaz-Crétet                      | Conservateur                 | Propriétaire au Pont-de-Beauvoisin                                                     |
| 1904                                     | 1919         | Etienne Laubin                                           | Républicain                  | Industriel, maire du Pont-de-Beauvoisin                                                |
| 1919                                     | 1940         | François Cruvieux                                        | SFIO puis PC-SFIC puis PRS   | Cultivateur - Maire de Saint-Béron                                                     |
|                                          |              |                                                          |                              |                                                                                        |
| 1942                                     | 1945         | Georges Grange                                           |                              | Maire de Pont-de-Beauvoisin Nommé conseiller départemental en 1942                     |
|                                          |              |                                                          |                              |                                                                                        |
| 1945                                     | 1949         | Louis Martin                                             | PCF                          | Maire de La Bridoire                                                                   |
| 1949                                     | 1979         | Francisque Bellemin (1903-1997)                          | JR puis UDSR puis SE puis PS | Instituteur, Dullin, suppléant de Louis Besson (1973-1978)                             |
| 1979                                     | 2011         | Pierre Cruvieux                                          | PCF puis DVG puis DVD        | Exploitant agricole Maire de Saint-Béron (1971-2011)                                   |
| 2011                                     | 2015         | Gilbert Guigue                                           | DVD                          | Professeur Maire de Domessin (1989-2020)                                               |
| Les données manquantes sont à compléter. |              |                                                          |                              |                                                                                        |

### Conseillers d'arrondissement (de 1861 à 1940)
| Période                                  | Période      | Identité                   | Étiquette | Qualité |
| ---------------------------------------- | ------------ | -------------------------- | --------- | --- |
| 1861                                     | 1863 (décès) | Melchior Cusin (1796-1863) |           | Avocat, maire du Pont-de-Beauvoisin                                                                         |
|                                          |              |                            |           | |
| 1871                                     | 1885         | François Goud              |           | Négociant à Pont-de-Beauvoisin                                                                              |
|                                          |              |                            |           | |
| 1913                                     |              | M. Berthier                |           | |
|                                          |              |                            |           | |
| 1925                                     | 1940         | Joseph Genin               | SFIO      | Maire de Domessin                                                                                           |
| 1940                                     |              |                            |           | Les conseils d'arrondissement ont été suspendus par la loi du 12 octobre 1940 et n'ont jamais été réactivés |
| Les données manquantes sont à compléter. |              |                            |           | |

### Conseillers départementaux (à partir de 2015)
| Période élective | Période élective | Mandat | Mandat   | Identité       | Nuance | Nuance | Qualité                                                              |
| ---------------- | ---------------- | ------ | -------- | -------------- | ------ | ------ | -------------------------------------------------------------------- |
| 2015             | 2021             | 2015   | 2021     | Gilbert Guigue |        | DVD    | Professeur d'économie-gestion retraité Maire de Domessin (1989-2020) |
| 2015             | 2021             | 2015   | 2021     | Corine Wolff   |        | DVD    | Architecte urbaniste Maire de Vimines (depuis 2020)                  |
| 2021             | 2028             | 2021   | en cours | Gilbert Guigue |        | DVD    | Conseiller sortant, retraité, 11ème Vice-Président                   |
| 2021             | 2028             | 2021   | en cours | Corine Wolff   |        | DVD    | Conseillère sortante, 4ème Vice-Présidente                           |

### Résultats détaillés

#### Élections de mars 2015
À l'issue du 1er tour des élections départementales de 2015, deux binômes sont en ballottage : Gilbert Guigue et Corine Wolff (DVD, 36,05 %) et Isabelle Fetu et Rémi Martin (FN, 31,4 %). Le taux de participation est de 50,71 % (7 828 votants sur 15 438 inscrits) contre 48,82 % au niveau départemental et 50,17 % au niveau national.
Au second tour, Gilbert Guigue et Corine Wolff (DVD) sont élus avec 64,98 % des suffrages exprimés et un taux de participation de 51,19 % (4 611 voix pour 7 903 votants et 15 438 inscrits).

#### Élections de juin 2021
Le premier tour des élections départementales de 2021 est marqué par un très faible taux de participation (33,26 % au niveau national). Dans le canton du Pont-de-Beauvoisin (Savoie), ce taux de participation est de 34,91 % (5 623 votants sur 16 109 inscrits) contre 33,57 % au niveau départemental. À l'issue de ce premier tour, deux binômes sont en ballottage : Gilbert Guigue et Corine Wolff (DVD, 46,65 %) et Brigitte Bienassis et Alain Careglio (DVG, 31,26 %).
Le second tour des élections est marqué une nouvelle fois par une abstention massive équivalente au premier tour. Les taux de participation sont de 34,36 % au niveau national, 33 % dans le département et 34,33 % dans le canton du Pont-de-Beauvoisin (Savoie). Gilbert Guigue et Corine Wolff (DVD) sont élus avec 63,74 % des suffrages exprimés (3 279 voix pour 5 532 votants et 16 114 inscrits),,.

## Composition

### Composition avant 2015
Le canton du Pont-de-Beauvoisin regroupait douze communes.
| Nom                               | Code Insee | Codepostal | Superficie (km2) | Population (dernière pop. légale) | Densité (hab./km2) |
| --------------------------------- | ---------- | ---------- | ---------------- | --------------------------------- | ------------------ |
| Le Pont-de-Beauvoisin (chef-lieu) | 73204      | 73330      | 1,83             | 1 997 (2012)                      | 1 091              |
| Aiguebelette-le-Lac               | 73001      | 73610      | 7,91             | 249 (2012)                        | 31                 |
| Ayn                               | 73027      | 73470      | 7,44             | 353 (2012)                        | 47                 |
| Belmont-Tramonet                  | 73039      | 73330      | 5,46             | 578 (2012)                        | 106                |
| La Bridoire                       | 73058      | 73520      | 6,18             | 1 179 (2012)                      | 191                |
| Domessin                          | 73100      | 73330      | 9,83             | 1 823 (2012)                      | 185                |
| Dullin                            | 73104      | 73610      | 5,31             | 407 (2012)                        | 77                 |
| Lépin-le-Lac                      | 73145      | 73610      | 5,11             | 449 (2012)                        | 88                 |
| Nances                            | 73184      | 73470      | 9,90             | 443 (2012)                        | 45                 |
| Saint-Alban-de-Montbel            | 73219      | 73610      | 4,55             | 623 (2012)                        | 137                |
| Saint-Béron                       | 73226      | 73520      | 8,66             | 1 596 (2012)                      | 184                |
| Verel-de-Montbel                  | 73309      | 73330      | 3,74             | 298 (2012)                        | 80                 |

### Composition depuis 2015
Le canton comprend désormais vingt-sept communes entières.
| Nom                                           | Code Insee | Intercommunalité         | Superficie (km2) | Population (dernière pop. légale) | Densité (hab./km2) | Modifier                                    |
| --------------------------------------------- | ---------- | ------------------------ | ---------------- | --------------------------------- | ------------------ | ------------------------------------------- |
| Le Pont-de-Beauvoisin (bureau centralisateur) | 73204      | CC Val Guiers            | 1,83             | 2 106 (2022)                      | 1 151              | modifier les données · modifier les données |
| Aiguebelette-le-Lac                           | 73001      | CC du Lac d'Aiguebelette | 7,91             | 247 (2022)                        | 31                 | modifier les données · modifier les données |
| Attignat-Oncin                                | 73022      | CC du Lac d'Aiguebelette | 18,46            | 572 (2022)                        | 31                 | modifier les données · modifier les données |
| Ayn                                           | 73027      | CC du Lac d'Aiguebelette | 7,44             | 390 (2022)                        | 52                 | modifier les données · modifier les données |
| La Bauche                                     | 73033      | CC Cœur de Chartreuse    | 6,58             | 541 (2022)                        | 82                 | modifier les données · modifier les données |
| Belmont-Tramonet                              | 73039      | CC Val Guiers            | 5,46             | 512 (2022)                        | 94                 | modifier les données · modifier les données |
| La Bridoire                                   | 73058      | CC Val Guiers            | 6,18             | 1 206 (2022)                      | 195                | modifier les données · modifier les données |
| Corbel                                        | 73092      | CC Cœur de Chartreuse    | 10,31            | 155 (2022)                        | 15                 | modifier les données · modifier les données |
| Domessin                                      | 73100      | CC Val Guiers            | 9,83             | 1 999 (2022)                      | 203                | modifier les données · modifier les données |
| Dullin                                        | 73104      | CC du Lac d'Aiguebelette | 5,31             | 493 (2022)                        | 93                 | modifier les données · modifier les données |
| Les Échelles                                  | 73105      | CC Cœur de Chartreuse    | 3,75             | 1 270 (2022)                      | 339                | modifier les données · modifier les données |
| Entremont-le-Vieux                            | 73107      | CC Cœur de Chartreuse    | 33,01            | 646 (2022)                        | 20                 | modifier les données · modifier les données |
| Lépin-le-Lac                                  | 73145      | CC du Lac d'Aiguebelette | 5,11             | 466 (2022)                        | 91                 | modifier les données · modifier les données |
| Montagnole                                    | 73160      | CA Grand Chambéry        | 11,30            | 1 000 (2022)                      | 88                 | modifier les données · modifier les données |
| Nances                                        | 73184      | CC du Lac d'Aiguebelette | 9,90             | 534 (2022)                        | 54                 | modifier les données · modifier les données |
| Saint-Alban-de-Montbel                        | 73219      | CC du Lac d'Aiguebelette | 4,55             | 685 (2022)                        | 151                | modifier les données · modifier les données |
| Saint-Béron                                   | 73226      | CC Val Guiers            | 8,66             | 1 720 (2022)                      | 199                | modifier les données · modifier les données |
| Saint-Cassin                                  | 73228      | CA Grand Chambéry        | 14,79            | 1 009 (2022)                      | 68                 | modifier les données · modifier les données |
| Saint-Christophe                              | 73229      | CC Cœur de Chartreuse    | 11,01            | 538 (2022)                        | 49                 | modifier les données · modifier les données |
| Saint-Franc                                   | 73233      | CC Cœur de Chartreuse    | 7,25             | 155 (2022)                        | 21                 | modifier les données · modifier les données |
| Saint-Jean-de-Couz                            | 73246      | CC Cœur de Chartreuse    | 7,71             | 303 (2022)                        | 39                 | modifier les données · modifier les données |
| Saint-Pierre-d'Entremont                      | 73274      | CC Cœur de Chartreuse    | 18,36            | 404 (2022)                        | 22                 | modifier les données · modifier les données |
| Saint-Pierre-de-Genebroz                      | 73275      | CC Cœur de Chartreuse    | 6,14             | 327 (2022)                        | 53                 | modifier les données · modifier les données |
| Saint-Sulpice                                 | 73281      | CA Grand Chambéry        | 8,82             | 820 (2022)                        | 93                 | modifier les données · modifier les données |
| Saint-Thibaud-de-Couz                         | 73282      | CC Cœur de Chartreuse    | 24,17            | 1 097 (2022)                      | 45                 | modifier les données · modifier les données |
| Verel-de-Montbel                              | 73309      | CC Val Guiers            | 3,74             | 339 (2022)                        | 91                 | modifier les données · modifier les données |
| Vimines                                       | 73326      | CA Grand Chambéry        | 14,23            | 2 304 (2022)                      | 162                | modifier les données · modifier les données |
| Canton du Pont-de-Beauvoisin                  | 7314       |                          | 271,81           | 21 838 (2022)                     | 80                 | modifier les données                        |

## Démographie

### Démographie avant 2015
| 1962  | 1968  | 1975  | 1982  | 1990  | 1999  | 2006  | 2011  | 2012   |
| ----- | ----- | ----- | ----- | ----- | ----- | ----- | ----- | ------ |
| 5 952 | 6 169 | 6 152 | 6 667 | 7 220 | 7 741 | 8 956 | 9 910 | 24 361 |

### Démographie depuis 2015
En 2022, le canton comptait 21 838 habitants, en évolution de +6,13 % par rapport à 2016 (Savoie : +3,63 %, France hors Mayotte : +2,11 %).
| 2013   | 2018   | 2022   |
| ------ | ------ | ------ |
| 20 124 | 20 971 | 21 838 |